# Vierzadige wikke
De vierzadige wikke of gladde wikke (Vicia tetrasperma subsp. tetrasperma, synoniem: Vicia gemella) is een eenjarige plant die behoort tot de vlinderbloemenfamilie (Leguminosae). De plant komt van nature voor in Zuid-Europa, West-Azië en Noord-Afrika. De vierzadige wikke onderscheidt zich van de in Nederland zeer zeldzaam voorkomende slanke wikke (Vicia tetrasperma subsp. gracilis) doordat de vruchtsteel in de vruchttijd even lang is als het draagblad en die van de slanke wikke langer dan het vruchtblad. Ook heeft de vierzadige wikke meestal vier zaden per peul, terwijl de slanke wikke vier tot zes zaden per peul heeft.
De plant wordt 15-70 cm hoog. De bovenste, evengeveerde bladeren hebben zes tot zestien deelblaadjes en de overige twee tot zes. De deelblaadjes zijn 0,5-2 cm lang en 0,5-3 mm breed.
De vierzadige wikke bloeit van mei tot augustus met blauwachtig witte tot licht lila, 8-16 mm grote bloemen. De bloeiwijze is een tros met één tot drie bloemen. De kelktanden zijn korter dan de kelkbuis en duidelijk korter dan de bloemkroon. De vruchtsteel is in de vruchttijd ongeveer even lang als het draagblad.
De kale vrucht is een 9-16 mm lange peul met overwegend vier zaden, maar er kunnen ook drie of vijf zaden in zitten. De 1,5-2 mm grote zaden zijn groenachtig grijs tot donkerbruin van kleur.
De plant komt voor op vochtige, matig voedselrijke grond op bouwland, dijken en in bermen. In Nederland komt de plant algemeen voor in Oost-Groningen, in de omgeving van Amsterdam en op Texel en vrij algemeen in Zuid-Limburg en in Zeeland.

## Namen in andere talen
- Duits: Viersamige Wicke
- Engels: Smooth tare, Four-seed vetch
- Frans: Vesce à quatre graines